# Феміністична психологія
Феміністична психологія — форма психології, зосереджена на соціальних структурах і статі. Феміністична психологія критикує історичні психологічні дослідження, зроблені з чоловічої точки зору, вважаючи, що чоловіки є нормою. Феміністична психологія орієнтується на цінності та принципи фемінізму.
Гендерні питання можна розбити на багато різних категорій і можуть бути досить суперечливими. Вони можуть включати те, як люди ідентифікують свою стать (наприклад: чоловік, жінка, гендерквір; трансгендер або цисгендер) і те, як на них вплинули суспільні структури, пов'язані зі статтю (гендерна ієрархія), роль статі в житті людини (наприклад, як стереотипні гендерні ролі) та будь-які інші проблеми, пов'язані з статтю.
Основна мета цієї галузі дослідження полягає в тому, щоб зрозуміти індивіда в рамках більших соціальних і політичних аспектів суспільства. Феміністична психологія робить сильний акцент на правах жінок. Тоді як психоаналіз сформувався як клінічний або терапевтичний метод, фемінізм сформувався як політична стратегія.

## Історія

### Феміністичний психоаналіз
Термін «феміністична психологія» був спочатку введений Карен Горні. У своїй книзі Feminine Psychology, яка є збіркою статей, які Хорні написала на цю тему в 1922—1937 роках, вона розглядає попередні переконання щодо жінок, стосунків і впливу суспільства на жіночу психологію.

### Функціоналізм, дарвінізм і психологія жінки
Початок психологічних досліджень дає дуже мало інформації щодо жіночої психології. Багато жінок не боролися проти гноблення, тому що вони не усвідомлювали, що вони були пригнобленими. Після того, як у Сполучених Штатах з'явився функціоналістичний рух, було розроблено дослідження статевих відмінностей у академічній психології та прототипну психологію жінки. https://psycnet.apa.org/journals/amp/30/7/739.pdf

### Антифемінізм після Другої світової війни
У 1942 році Едвард Стрекер зробив «мамізм» офіційним патологічним синдромом відповідно до Американської психологічної асоціації. Стрекер вважав, що країна опинилася під загрозою, тому що матері емоційно не відривалися від своїх дітей у досить молодому віці, а матріархат робив молодих чоловіків слабкими та втрачав їхню «чоловічу силу». Це підживлювало той антифеміністичний рух; жінки потребували психотерапії, щоб допомогти своїм психічним захворюванням і запобігти поширенню матерналізму. Психологічна шкода для сім'ї була б серйозною, якби жінка обрала кар'єру, щоб задовольнити свої потреби, на противагу своїй жіночій домашній ролі, покладеній на неї суспільством. Щастя жінки не було важливим, вона повинна була слідувати своїй ролі. Ефект від того, що жінка має незалежні думки і жагу до вивчення своїх можливостей, був величезною загрозою для гендеру, оскільки це призвело до появи маскулінних жінок і фемінізованих чоловіків, очевидно, збиваючи з пантелику молодь країни і прирікаючи їх на майбутнє. Константинополь і Бем погодилися, що чоловікам і жінкам притаманні маскулінність і фемінність, і що наявність обох ознак є психологічною андрогінністю і причиною для психологічної корекції чи оцінки.

## Гендерні дослідження 1960-1970-х років
Естер Ґрінґласс стверджує, що у 1972 році у сфері психології все ще домінували чоловіки, жінки були повністю виключені. Вживання слова «жінки» у зв'язку з психологією було заборонено, чоловіки відмовлялися бути виключеними з наративу. З її досвіду викладання або роботи доцентом, їм доводилося формулювати це в інтересах людей або ґендеру. У статті Унґер «До переосмислення статі та гендеру» йдеться про те, що використання гендеру свідчить про розділення біологічної та психологічної статі. Психологія жінок є феміністичною, оскільки стверджує, що жінки відрізняються від чоловіків і що поведінка жінок не може бути зрозуміла поза контекстом. Феміністки, у свою чергу, змусили психоаналітиків розглянути наслідки одного з найбільш безкомпромісних тверджень Фройда: «що людські істоти складаються з чоловіків і жінок, і що ця відмінність є найбільш значущою з усіх існуючих». У книзі «Звільняючи уми: Підвищення свідомості як міст між фемінізмом і психологією в Канаді 1970-х років» Нора Рак зазначає: «Американська радикальна феміністка Ірен Песлікіс попереджала, що ототожнення визволення жінок з індивідуальною терапією заважає жінкам по-справжньому зрозуміти і боротися з корінням їхнього пригнічення». Однією з небагатьох країн з науковою категорією фемінізму в психології була Канада. Вони покладалися на групи CR (consciousness raising — підвищення свідомості), щоб побудувати свій рух. Рак описує процес цих груп CR шляхом «подолання напруги» між особистим і політичним. Розвиток CR як власного політичного методу широко приписують нью-йоркському радикальному феміністичному колективу «Redstockings» (Echols, 1989). CR також тісно пов'язана з радикальним фемінізмом, який прагне викорінити дискримінацію та сегрегацію за статтю, і через масовий рух, як соціалістичний фемінізм, стверджує, що гноблення жінок є не побічним продуктом капіталістичного гноблення, а «основною причиною» (Koedt, 1968).

## Приєднання до робочої сили
Жінки були виключені з визначення психічного здоров'я Фройда (здатність любити і працювати), тому що прагнення жінок до роботи пояснювалося комплексом маскулінності або заздрістю до чоловіків. Між 1970 і 1980 роками відсоток жінок, які працюють поза домом, у Сполучених Штатах зріс з 43 до 51. Хоча жінки повідомляли, що їм важко жонглювати ролями матері і годувальниці, вони знаходили спосіб самореалізуватися без дітонародження. Жінки продовжують становити великий відсоток робочої сили на психологічних посадах. У 2013 році 68,3 % психологічних посад у Сполучених Штатах Америки обіймали жінки, а станом на 2019 рік — 70 %. Це призвело до того, що на 1 чоловіка припадає 2,1 жінки в робочій силі, що є радикальним зрушенням від попередньої школи Фрейда щодо жінок у робочій силі (American Psychological Association — APA, 2013). У дослідженні також враховуються психологи, які перебувають на пенсії; однак жінки все ще випереджають чоловіків, коли порівнюють працюючих психологів, і мають менший відсоток, ніж чоловіки, серед психологів, які перебувають на пенсії та у відставці (APA, 2013). 1973 року був заснований Комітет жінок у психології (Committee on Women in Psychology, CWP). Його місія — «просувати психологію як науку і професію… — шляхом забезпечення того, щоб жінки в усьому їхньому розмаїтті досягли рівності в психологічній спільноті і в суспільстві в цілому…» (APA, 2017). Існують також журнали, присвячені жінкам у психології, наприклад, SAGE, який визнаний Американською психологічною асоціацією (SAGE, 2017). Журнал SAGE публікує статті про психічне здоров'я жінок, які працюють, і про те, як живеться матерям-одиначкам у країні, що є загальними темами фемінізму (SAGE, 2017). Ці рухи, що відбулися з плином часу, демонструють чіткий зсув у культурі від оригінальної філософії Фрейда щодо психічного здоров'я, де жінки не тільки включені, але й є частиною кожного аспекту роботи психологів. Інститут лідерства для жінок у психології APA виник з метою підтримки та розширення можливостей жінок у психологічній галузі. Такі жінки, як Синтія де лас Фуентес (Cynthia de las Fuentes), не лише сприяють тому, щоб феміністична психологія стала більш популярною темою, але й досліджують, чому деякі жінки відходять від фемінізму, а отже, і від феміністичної психології (APA, 2006).

## Організації

### Асоціація жінок у психології (Association for Women in Psychology— AWP)
Асоціація жінок у психології була створена в 1969 році у відповідь на очевидну відсутність участі Американської психологічної асоціації в Русі за визволення жінок. Організація, створена з метою боротьби та підвищення обізнаності щодо феміністичних проблем у сфері психології. Асоціація зосередила свої зусилля на феміністичному представництві в АРА і нарешті досягла успіху в 1973 році, створивши 35-й відділ АРА (Товариство психології жінок).

### Товариство психології жінок (Society for the Psychology of Women)
35-й відділ АРА, Товариство психології жінок було засновано в 1973 році. Він був створений для того, щоб надати всім людям, які цікавляться психологією жінок, доступ до інформації та ресурсів у цій галузі. Товариство психології жінок працює над тим, щоб включити феміністичні проблеми у викладання та практику психології. Відділ 35 також керує низкою комітетів, проектів і програм.

### Секція «Жінки та психологія» (Section on Women and Psychology— SWAP)
Канадійська психологічна асоціація (Canadian Psychological Association — CPA) має відділ «Жінки та психологія», яка має на меті «підвищити статус жінок у психології, сприяти підвищенню якості життя жінок загалом, а також навчати психологів і громадськість на теми, що стосуються жінок і дівчат». SWAP підтримує такі проекти, як «Феміністичні голоси психології». Журнал Journal of Diversity in Higher Education («Розмаїття у вищій освіті») зазначає, що жінок-психологинь часто вважають неефективними через їхній низький внесок у наукову продуктивність. Таким чином, жінки, як правило, домінують на посадах нижчого рівня, ніж їхні колеги-чоловіки, навіть якщо вони здобувають докторський ступінь. «Вони не виявляли жодного визнання чи розуміння того, що є різниця і що в ній є потреба, і це було приблизно в той час, коли ми читали тут міждисциплінарний курс, а не психологічний. Я все ще не читала тут курс, тому що мені не дозволили це зробити. І чоловіки досить чітко говорили, коли казали: Ти не можеш цього робити, ти просто не робиш цього». (Greenglass, 2005).

### Секція психології жінок (The Psychology of Women Section— POWS)
Секція психології жінок Британського психологічного товариства була створена в 1988 році, щоб об'єднати всіх, хто цікавиться психологією жінок, забезпечити форум для підтримки досліджень, викладання та професійної практики, а також підвищити обізнаність про гендерні питання та гендерну нерівність у психології як професії та практиці. POWS відкрита для всіх членів Британського психологічного товариства.

## Сучасні дослідження

### Емоції
Основною темою вивчення феміністичної психології є гендерні відмінності в емоціях. Загалом психологині-феміністки вважають емоції культурно контрольованими і стверджують, що відмінності полягають у вираженні емоцій, а не в реальному досвіді. Те, як людина демонструє свої емоції, визначається соціально встановленими правилами показу, які визначають прийнятні форми вираження для конкретних людей і почуттів.
Стереотипи про емоції розглядають жінок як більш емоційну стать. Однак феміністичні психологині вказують на те, що вважається, що жінки сильніше переживають лише пасивні емоції, такі як смуток, щастя, страх і здивування. І навпаки, вважається, що чоловіки, швидше за все, виражають емоції більш домінантного характеру, такі як гнів. Феміністичні психологині вважають, що чоловіки і жінки соціалізуються протягом усього свого життя, щоб по-різному сприймати і виражати емоції. З дитинства матері використовують більше міміки, коли розмовляють з немовлятами жіночої статі, і використовують більше емоційних слів у розмові з ними, коли вони дорослішають.
Дівчата та хлопці ще більше соціалізуються однолітками, де дівчата винагороджуються за чутливість та емоційність, а хлопці винагороджуються за домінування та відсутність найбільш емоційного вираження. Психологи також виявили, що жінки в цілому більш вправні в розшифровці емоцій за допомогою невербальних сигналів. Ці сигнали включають вираз обличчя, тон голосу та поставу. Дослідження показали гендерні відмінності в здатності декодувати, починаючи з раннього віку 3+1⁄2. У книзі «Чоловік і жінка, хлопець і дівчина» розглядаються пацієнти-інтерсексуали, пояснюючи, чому соціальні чинники є важливішими за біологічні для гендерної ідентичності та гендерних ролей, і знову повертає в центр уваги питання «природа проти виховання» (Money & Ehrhardt, 1972).

### Лідерство
Соціологи та соціологині з багатьох дисциплін вивчають аспекти «ефекту скляної стелі», невидимих, але потужних бар'єрів, які заважають багатьом жінкам вийти за межі певного рівня на робочому місці та в інших державних установах. За даними Міністерства праці США, у 2010 році жінки в Сполучених Штатах становили 47 % робочої сили. Однак є лише невелика кількість жінок, які займають високі посади в корпораціях. Жінки становлять лише 5 % генеральних директорів зі списку Fortune 500 (у 2014 році) і 19 % членів правління компаній S&P 500 (у 2014 році), і 26 % президентів коледжів. У 2017 році в урядових органах США жінки становлять 19,1 % представників США, 21 % сенаторів США, 8 % губернаторів штатів і так само низький відсоток виборних посадовців штатів. Представництво кольорових жінок нижче, ніж білих жінок. США відстають від інших країн у гендерному паритеті в уряді; за звітом Global Gender Gap Report за 2014 рік, США посіли 33 місце з 49 так званих країн з «високим доходом» і 83 місце з 137 опитаних країн. «Жінки, пов'язані з Американською академією психоаналізу, були одними з перших, хто почав досліджувати такі теми, як страх жінок перед успіхом і схильність до невротичної залежності. Вони визнали культурні сили, що гальмують прогрес жінок у позасімейних сферах, зокрема, тиск, притаманний суспільству, де домінують чоловіки». Значна частина наукових досліджень зосереджена на структурних особливостях, які перешкоджають просуванню жінок у громадських сферах, а не на тому, щоб знайти джерело проблеми в самих жінках.
Крім того, жінки стикаються з «ефектом липкої підлоги». Ефект «липкої підлоги» виникає тоді, коли жінки не мають можливості кар'єрного росту або сходів до вищих посад. Коли жінки народжують дітей, вони стикаються з перешкодою під назвою «материнська стіна», коли після народження дитини вони отримують менше бажаних призначень і менше можливостей для просування по службі. Патріархат навішує на жінок ярлик «годувальниці», роблячи їх недостатньо психологічно сильними, щоб брати участь в агресивному робочому середовищі, де домінують чоловіки, не зазнаючи при цьому психологічних та емоційних ударів. Коли жінки починають працювати в компанії, їхнє просування по службі може бути обмеженим, оскільки працівники старшого рівня не беруть активної участі у розвитку та плануванні кар'єри молодших співробітників. Жінкам бракує наставниць, які б допомагали новим працівницям, оскільки на керівних посадах у компаніях менше жінок, ніж чоловіків. Жінка, яка має наставника-чоловіка, може відчувати труднощі у встановленні контакту та отриманні порад з позаробочого досвіду. Це пов'язано з тим, що чоловіки грають у баскетбол або гольф і, як правило, не допускають жінок до цих видів спорту. Іншими факторами, що обмежують лідерство жінок, є культурні відмінності, стереотипи та уявні загрози. Якщо жінки виявляють хоч трохи чутливості, їх стереотипно вважають надмірно емоційними. Як правило, роботодавці не сприймають чутливих, м'яких людей як таких, що здатні приймати складні рішення або виконувати керівні ролі. Однак, якщо жінка проявляє чоловічі риси, її зображують як злу, мужню та агресивну. Жінки вважаються менш компетентними, коли демонструють «нежіночі» риси, і їх не сприймають серйозно. Ці жінки не хваляться своїми досягненнями і відчувають провину за те, що можуть вийти за межі стереотипів жіночих емоцій і мислення, щоб стати маскулінними у своїй роботі, просто щоб бути успішними або намагатися бути рівними з чоловіками. Кар'єрні жінки, чий професійний статус залежить від присвоєння маскулінних рис, часто страждають від депресії. Нещодавні дослідження пов'язали концепцію загрози стереотипів з мотивацією дівчат уникати успіху як індивідуальної відмінності: дівчата можуть уникати участі в певних сферах, де домінують чоловіки, через реальні та уявні перешкоди на шляху до успіху в цих сферах, хоча це мало що можна довести (наприклад, Спенсер та ін., 1999 р.).
Ще одним фактором, що призводить до дискримінації та стресу, є культурні відмінності між керівниками та працівниками. Наприклад, якщо керівник — білий, а працівник — кольоровий, стрес може виникнути, якщо вони не розуміють і не поважають один одного. Без довіри та поваги просування по службі малоймовірне. Наше уявлення про гендерну ідентичність — це білий колір і середній клас. Білих жінок описують як розумних, маніпулятивних і привілейованих, а чорношкірих — як сильних, рішучих і таких, що мають власну позицію (Burack, 2002). «Ось він, страх білих перед гнівом чорних», — писали в Ladies Home Journal (Edwards 1998: 77). Щодо відчутних загроз на роботі, то йдеться не про сексуальні домагання чи переслідування загалом. Загроза полягає в тому, що жінки можуть прийти на зміну. Чим більше жінок працює на робочому місці, тим більшу загрозу чоловіки відчувають щодо безпеки своєї роботи. У дослідженні 126 чоловіків-менеджерів, коли їх попросили оцінити кількість жінок, які працюють на їхньому робочому місці, і чи відчувають вони, що чоловіки перебувають у несприятливому становищі, вони відповіли, що, на їхню думку, їхні робочі місця ущемлені. Чоловіки, які вважали, що жінок багато, відчували загрозу безпеці своєї роботи (Beaton et al., 1996). Еліс Іглі та Блер Джонсон (1990) виявили, що чоловіки та жінки мають невеликі відмінності у стилях керівництва. Жінок при владі вважали міжособистісними та більш демократичними, тоді як чоловіків вважали орієнтованими на завдання та більш автократичними. Насправді чоловіки та жінки однаково ефективні у своїх стилях лідерства. Дослідження Еліс Іглі (Eagly, Karau, & Makhijani, 1995) не виявило загальних відмінностей в ефективності чоловіків і жінок-лідерок у сприянні досягненню групових цілей.

### Насильство
Феміністки стверджують, що гендерне насильство часто трапляється у формах домашнього насильства, сексуальних домагань, сексуального насильства в дитинстві, сексуального насильства та зґвалтування. Насильство щодо жінок може бути фізичним або психологічним і не обмежується расою, економічним статусом, віком, етнічною приналежністю чи місцем проживання. Жінки можуть піддаватися насильству з боку незнайомців, але найчастіше кривдником є хтось, кого жінка знає. Насильство може мати як короткострокові, так і довгострокові наслідки для жінок, і вони по-різному реагують на насильство. Деякі жінки виражають такі емоції, як страх, тривога та гнів. Інші вважають за краще заперечувати, що це сталося, і приховувати свої почуття. Часто жінки звинувачують себе в тому, що сталося, і намагаються виправдатися, що якось заслужили. Серед жертв насильства часто зустрічаються психологічні розлади, такі як посттравматичний стресовий розлад і депресія. Крім психологічних наслідків, багато жінок також отримують фізичні травми внаслідок насильства, які потребують медичної допомоги.

### Реляційно-культурна теорія
Реляційно-культурна теорія ґрунтується на роботі Джин Бейкер Міллер, у книзі якої «Назустріч новій психології жінок» стверджується, що «стосунки, які сприяють зростанню, є головною потребою людини, а роз'єднання є джерелом психологічних проблем». Натхненна «Загадкою жіночності» Бетті Фрідан та іншими феміністськими класикинями 1960-х років, реляційно-культурна теорія пропонує, що «ізоляція є одним із найбільш шкідливих людських переживань, і її найкраще лікувати шляхом відновлення зв'язку з іншими людьми», і що терапевти повинні «сприяти атмосфері співчуття та прийняття пацієнта, навіть ціною терапевта нейтралітет». Теорія ґрунтується на клінічних спостереженнях і намагається довести, що «не було нічого поганого з жінками, а скоріше з тим, як сучасна культура сприймала їх».

### Транснаціональна феміністична психологія
У 2008 році Арнетт зазначив, що більшість статей у журналах Американської психологічної асоціації стосувалися населення США, тоді як громадяни США складають лише 5 % населення світу. Він скаржився, що у психологів немає підстав вважати психологічні процеси універсальними та узагальнювати результати досліджень для решти населення світу. У 2010 році Генріх, Гейне та Норензаян повідомили про системну упередженість у проведенні психологічних досліджень за участю учасників із WEIRD («західних, освічених, індустріалізованих, багатих і демократичних» — «western, educated, industrialized, rich and democratic» — WEIRD) суспільств. Хоча лише 1/8 людей у всьому світі живе в регіонах, які підпадають під класифікацію WEIRD, дослідники стверджують, що 60–90 % психологічних досліджень проводяться на учасниках із цих регіонів. Арнетт (2008), Альтмаєр і Галл (2008), Морґан-Консолі та ін. (2018) вважали західну упередженість у дослідженнях і теорії серйозною проблемою, враховуючи, що психологи все частіше застосовують психологічні принципи, розроблені в WEIRD регіонах, у своїх дослідженнях, клінічній роботі та консультаціях з населенням у всьому світі.
Куртіс, Адамс, Грейб та Елзе-Квест ввели термін транснаціональна феміністична психологія (також називається транснаціональною психологією). Цей термін означає підхід, який застосовує принципи транснаціонального фемінізму, розроблені в результаті міждисциплінарної роботи в постколоніальних і феміністичних дослідженнях, до сфери психології з метою вивчення, розуміння та подолання впливу колонізації, імперіалізму, міграції та глобалізації на жінок у всьому світі. Куртіс і Адамс запропонували використовувати ці принципи та контекстно-чутливу лінзу культурної психології для переосмислення, де-натуралізації та де-універсалізації психологічної науки. Грабе та Елз-Квест також запропонували концепцію «транснаціональної інтерсекціональності», яка розширює поточні концепції міжсекційності, додаючи глобальні сили до аналізу того, як репресивні інституції взаємопов'язані. Куртіс і Адамс підкреслили, що люди в незахідному, «світі більшості» (територіях, де проживає більшість населення світу) є важливими ресурсами, які можуть допомогти протистояти західним упередженням і переглянути поточну теорію для розвитку більш плюралістичної психологічної науки. У 2015 році Мачізава, Коллінз і Райс організували саміт для подальшого розвитку «транснаціональної психології». Учасниці застосовували транснаціональні психологічні перспективи до досліджень, оцінки, втручань, міграції, домашнього насильства, освіти, кар'єри, торгівлі людьми, сексуальності, педагогіки та інших тем у психології.

## Феміністична терапія
Феміністична терапія — це тип терапії, заснований на розгляді людей у їхньому соціокультурному контексті. Основна ідея цієї терапії полягає в тому, що психологічні проблеми жінок і меншин часто є симптомом більших проблем у соціальній структурі, в якій вони живуть. Існує загальна згода, що у жінок частіше, ніж у чоловіків, діагностуються інтерналізовані розлади, такі як депресія, тривога та розлади харчової поведінки. Терапевти-феміністки заперечують попередні теорії про те, що це результат психологічної слабкості жінок, і натомість розглядають це як результат більшого стресу через сексистські практики в нашій культурі. Поширеною помилкою є те, що феміністки-терапевтки стурбовані лише психічним здоров'ям жінок. Хоча це, безумовно, центральний компонент феміністської теорії, феміністки-терапевтки також чутливі до впливу гендерних ролей на людей незалежно від статі. Ґолдман виявив зв'язок між психоаналізом і фемінізмом у визнанні сексуальності домінантою в образі жінок, а також чоловіків. Фрейд виявив, що чоловіча ідеологія була нав'язана жінкам, щоб сексуально пригнічувати їх, з'єднуючи публічну та приватну сфери для підкорення жінок. Метою феміністичної терапії є розширення можливостей клієнта. Як правило, терапевти уникають давати конкретні діагнози чи ярлики, а натомість зосереджуються на проблемах у контексті життя в сексистській культурі. Іноді клієнтів навчають бути більш наполегливими та заохочують їх розуміти їхні проблеми з наміром змінити або кинути виклик їхнім обставинам. Терапевтки-феміністки розглядають відсутність влади як головну проблему в психології жінок і меншин. Відповідно, стосунки між клієнтом і терапевтом мають бути максимально егалітарними, коли обидві сторони спілкуються на рівних і обмінюються досвідом.
Феміністична терапія відрізняється від інших видів терапії тим, що вона виходить за рамки ідеї про те, що до чоловіків і жінок у терапевтичних відносинах слід ставитися однаково. Феміністична терапія включає політичні цінності більшою мірою, ніж багато інших видів терапії. Крім того, феміністична терапія заохочує соціальні зміни, а також особистісні зміни з метою покращення психологічного стану клієнтки та суспільства.

### Проблеми з традиційними методами лікування

#### Гендерні упередження
Багато традиційних методів лікування припускають, що жінки повинні дотримуватися статевих ролей, щоб бути психічно здоровими. Вони вірять, що гендерні відмінності мають біологічну основу, і заохочують жінок-клієнтів бути покірними, експресивними та дбайливими, щоб досягти самореалізації. Психотерапія є практикою, де домінують чоловіки, і вона підтримує адаптацію жінок до стереотипних гендерних ролей замість звільнення жінок. Це може відбуватися несвідомо — наприклад, терапевт/ка може заохочувати жінку стати медсестрою, тоді як він/вона заохочував/заохочувала би клієнта-чоловіка з такими ж здібностями стати лікарем, але існує ризик того, що цілі та результати терапії будуть оцінюватися по-різному відповідно до переконань та цінностей терапевта/терапевтки. Нерівність між статями та обмеження статевих ролей увічнені еволюційною психологією, але ми можемо зрозуміти роль гендеру в наукових спільнотах, використовуючи феміністичні дослідницькі стратегії та визнаючи гендерну упередженість (Fehr, 2012).

#### Андроцентризм
Традиційна терапія базується на припущенні, що бути чоловіком — це норма. Чоловічі риси сприймаються як стандартні, а стереотипні чоловічі риси вважаються більш цінними. Чоловіки вважаються еталоном порівняння при порівнянні гендерних відмінностей, а жіночі риси розглядаються як відхилення від норми та недолік з боку жінок. Психологічні теорії жіночого розвитку були написані чоловіками, які абсолютно не були поінформовані про реальний досвід жінок і про умови, в яких вони жили.

#### Інтрапсихічні припущення
Традиційна терапія приділяє мало уваги соціально-політичному впливу, зосереджуючись замість цього на внутрішньому функціонуванні клієнтства. Це може змусити терапевтів звинувачувати клієнтство у їхніх симптомах, навіть якщо особа справді чудово справляється з важкою та гнітючою ситуацією. Інша можлива проблема може виникнути, якщо терапевти патологізують нормальні реакції на репресивне середовище.

### Принципи розширення можливостей

#### Особисте— політичне
Цей принцип випливає з переконання, що психологічні симптоми спричинені навколишнім середовищем. Мета терапевта полягає в тому, щоб відокремити зовнішнє від внутрішнього, щоб клієнтська особа могла усвідомити соціалізацію та пригнічення, яких він зазнав, і приписати свої проблеми відповідним причинам. Феміністська позиція значною мірою маргіналізована та розглядається як така, що стоїть поза основною психіатрією, і існує розподіл знань, заснований на владі, який дає терапевтам можливість маркувати розлади жінок, не знаючи їхнього життєвого досвіду.
Терапевти не вважають когнітивні здібності або поведінку свого клієнта/клієнтки дезадаптивними — справді, симптоми депресії або посттравматичного стресового розладу часто вважаються нормальною, раціональною реакцією на пригнічення та дискримінацію. Традиційна терапія приділяє мало уваги соціально-політичному впливу, зосереджуючись замість цього на внутрішньому функціонуванні клієнтства. Це може змусити терапевтів звинувачувати клієнтство у їхніх симптомах, навіть якщо особа справді чудово справляється з важкою та гнітючою ситуацією. Інша можлива проблема може виникнути, якщо терапевти патологізують нормальні реакції на репресивне середовище.

#### Егалітарні відносини
Феміністичні терапевтки вважають, що нерівність влади є основним фактором, що сприяє боротьбі жінок, і тому критикують традиційну роль терапевта як авторитетної фігури. Феміністичні терапевтки вважають, що міжособистісні стосунки повинні ґрунтуватися на рівності, і розглядають клієнтку як «експертку» у власному досвіді. Терапевтки наголошують на співпраці та використовують такі техніки, як саморозкриття, щоб зменшити диференціацію влади.

#### Цінуйте жіночий погляд
Метою феміністичної терапії є переоцінка жіночих характеристик і перспектив. Часто жінок критикують за те, що вони порушують гендерні норми, водночас знецінюючи їх за жіночність. Щоб розірвати цей подвійний зв'язок, терапевти заохочують жінок цінувати жіночу перспективу та самовизначати себе та свої ролі. Роблячи це, клієнти можуть цінувати свої власні особливості, зв'язуватися з іншими жінками та приймати риси, які раніше не заохочувалися.

### Техніки

#### Аналіз статевої ролі
Один із компонентів феміністичної терапії включає критику культурних умов, які виробляють і підтримують соціально упереджені структури. Від народження жінок навчають, яка поведінка є прийнятною, і загрожують санкціям, якщо вони не відповідають цим стандартам. Ці гендерні стереотипи явно чи приховано виховуються в сім'ї, медіа, школі та на робочому місці та призводять до гендерно пов'язаних систем переконань і самовстановлених очікувань.
Перш ніж жінки зможуть звільнитися від цих очікувань, вони повинні зрозуміти соціальну систему, яка сформувала і заохочувала ці гендерні стереотипи, а також те, як ця система вплинула на їхнє психічне здоров'я. Спочатку жінки працюють над тим, щоб виявити гендерні повідомлення, які вони отримували, а також їхні наслідки. Потім жінки досліджують, як ці повідомлення були засвоєні, і вирішують, яких правил вони хотіли б дотримуватися, а яку поведінку хотіли б змінити.

#### Аналіз влади
Системи влади — це організовані групи, які мають узаконений статус, санкціоновані звичаєм або законом, які мають владу встановлювати стандарти для суспільства. У західному суспільстві очікується, що жінки будуть підкорятися системі влади, яка ставить їх підкореними та нижчими за чоловіків. Типи влади включають юридичну, фізичну, фінансову та інституційну здатність здійснювати зміни. Часто чоловіки контролюють пряму владу за допомогою конкретних ресурсів, а жінкам залишається використовувати непрямі засоби та міжособистісні ресурси. Крім того, статеві ролі та інституціоналізований сексизм відіграють певну роль в обмеженні влади жінок.
Аналіз влади — це техніка, яка використовується для вивчення різниці у владі між жінками та чоловіками, а також для надання жінкам можливості боротися з міжособистісною та інституційною нерівністю, з якою вони стикаються.

#### Тренування асертивності
Наполегливість традиційно асоціювалася з маскулінністю, що, можливо, впливало на те, щоб жінки відчували потребу бути більш пасивними у взаємодії з іншими. Терапевтки-феміністки працюють над тим, щоб допомогти жінкам відрізнити наполегливу поведінку від пасивної чи агресивної, подолати переконання, які кажуть жінкам, що вони не можуть бути напористими, і допомогти жінкам відпрацювати навички напористості за допомогою рольових ігор. Дослідження впливу тренінгу самовпевненості на жінок показали підвищення самооцінки та впевненості після завершення тренінгу.

### Застосування до інших теорій

#### Когнітивно-поведінкова терапія
Найбільша феміністська критика когнітивно-поведінкової терапії полягає в тому, що теорія не зосереджується на тому, як поведінка засвоюється суспільством (NetCE, 2014). Часто основна увага приділяється тому, щоб заохотити жінок змінити свої «дезадаптивні» реакції та відповідати нормативним стандартам. Покладаючи на жінку обов'язок змінити свої думки та поведінку замість того, щоб змінювати фактори навколишнього середовища, які породжують проблеми, теорія не ставить під сумнів соціальні норми, які потурають гнобленню жінок. Незважаючи на це, феміністки-терапевтки використовують когнітивно-поведінкові методи, щоб допомогти жінкам змінити свої переконання та поведінку, зокрема, використовуючи такі методи, як аналіз статевих ролей або навчання самовпевненості (NetCE, 2014).

#### Психоаналітична терапія
Феміністичні терапевтки вважають багато психоаналітичних концепцій сексистськими та культурно прив'язаними (NetCE, 2014). Проте феміністичний психоаналіз адаптує багато ідей традиційної психотерапії, включаючи фокус на досвіді раннього дитинства та ідею перенесення. Зокрема, терапевтки служать материнською фігурою та допомагають клієнткам емоційно зв'язуватися з іншими, зберігаючи при цьому індивідуальне відчуття «я» (NetCE, 2014).

#### Сімейна системна терапія
Основна критика сімейної системної терапії полягає у підтримці дисбалансу влади та традиційних гендерних ролей. Наприклад, сімейні системні терапевти/терапевтки часто по-різному реагують на чоловіків і жінок, наприклад, надаючи більшого значення кар'єрі чоловіка або покладаючи відповідальність за догляд за дітьми та хатню роботу на матір (Braverman, 1988).
Феміністичні терапевтки прагнуть зробити обговорення гендерних ролей відкритим у терапії, а також зосередитися на потребах і розширенні можливостей жінки у стосунках (Braverman, 1988). Терапевтки допомагають парам дослідити, як переконання щодо гендерних ролей і динаміка влади призводять до конфліктів. Основна увага приділяється заохоченню до більш егалітарних стосунків і утвердженню досвіду жінок (NetCE, 2014).

### Основні питання, які розглядаються в терапії

#### Зґвалтування/домашнє насильство
Феміністичний підхід до боротьби зі зґвалтуванням або домашнім насильством зосереджений на розширенні можливостей. Терапевтки допомагають клієнткам проаналізувати суспільні повідомлення про зґвалтування чи домашнє насильство, які сприяють звинуваченню жертви, і намагаються допомогти клієнтам позбутися сорому, провини та самозвинувачення. Часто жінки не знають справжнього визначення жорстокого поводження чи зґвалтування і не відразу ідентифікують себе як жертви.
Постраждалі часто стикаються з негативною реакцією оточуючих, що призводить до повторної віктимізації при спробі звернутися за допомогою, тому терапевти можуть допомогти жінці зорієнтуватися в медичних та юридичних послугах, якщо вона цього забажає. Незважаючи на те, що безпека є головним завданням, терапевтка завжди надає жінці можливість вивчити свої можливості та прийняти власне рішення (наприклад, розірвати стосунки чи залишитися після нападу).
Підкреслюється, що будь-які симптоми насправді є нормальною реакцією на травматичний вплив, і жінка не патологізується. І зґвалтування, і домашнє насильство не розглядаються як щось, від чого можна одужати, а навпаки — як досвід, який можна інтегрувати у свою життєву історію, реструктуризуючи свою самооцінку та впевненість у собі.

#### Профорієнтація
Вибір професії є головною темою феміністичного консультування. Жінки частіше заробляють менше, ніж чоловіки, і вони представлені в професіях з нижчим статусом. На цю кар'єрну траєкторію впливає кілька факторів, у тому числі гендерно-рольові стереотипи про те, яка робота підходить для чоловіків і жінок. Жінок часто вказують на роботу з виховання, тоді як лідерські посади зарезервовані для чоловіків.
Інституціоналізований сексизм в освітній системі часто заохочує дівчат вивчати традиційно жіночі предмети, відмовляючи їх від вивчення математики та природничих наук. Дискримінаційні практики найму на роботу також відображають ставлення до того, що чоловіки повинні бути годувальниками, а жінки є більш ризикованим вибором, оскільки їхня робота буде перервана, коли у них з'являться діти.
Ці суспільні повідомлення часто призводять до внутрішніх негативних повідомлень, у тому числі до зниження впевненості в собі та самооцінки, зниження рівня впевненості та бажання вести переговори, а також до синдрому самозванця, коли жінки вважають, що вони не заслуговують на успіх і їм просто пощастило.
Коли жінки шукають нетрадиційну роботу, їх поміщають у подвійні зв'язки, де очікується, що вони будуть компетентними у своїй роботі, водночас залишаючись жіночними. Особливо для жінок у сферах, де домінують чоловіки, намагатися бути компетентною та успішною як жінка важко.

## Терапевтки-феміністки
Терапевтки-феміністки працюють з жінками в пошуках консультацій, а також з чоловіками, щоб отримати допомогу в полегшенні різноманітних проблем психічного здоров'я. Феміністки-терапевтки цікавляться гендером і тим, як численні соціальні ідентичності можуть впливати на функціонування особистості. Психологині або терапевтки, які ідентифікують себе з фемінізмом, вірою в те, що жінки і чоловіки є рівними, та/або феміністичною психологічною теорією, можуть називати себе феміністичними терапевтками. Наразі існує не так багато постдокторських навчальних програм з феміністичної психології, але моделі такого навчання розробляються і модифікуються для того, щоб навчальні заклади могли почати їх пропонувати. Більшість цього тренінгу базується на техніках гендерно-справедливого консультування.